# فواره‌های وین
فواره‌های وین (به انگلیسی: Fountains of Wayne) یک گروه راک آمریکایی بود که در سال ۱۹۹۵ در شهر نیویورک تشکیل شد. این گروه متشکل از کریس کولینگ وود، آدام شلسینگر، جودی پورتر و برایان یانگ بود. این گروه بیشتر با تک آهنگ "Stacy's Mom" که نامزد گرمی در سال ۲۰۰۳ شده بود شناخته می‌شود.

## ترانه شناسی
- Utopia Parkway
- Welcome Interstate Managers
- Traffic and Weather